# Notoliparis antonbruuni
Notoliparis antonbruuni és una espècie de peix pertanyent a la família dels lipàrids.

## Hàbitat
És un peix marí i batipelàgic que viu fins als 6.150 m de fondària.

## Distribució geogràfica
Es troba al Pacífic sud-oriental: davant les costes de Callao (el Perú).

## Observacions
És inofensiu per als humans.